# Найджъл Клъф
Найджъл Хауърд Клъф (на английски: Nigel Howard Clough) е бивш английски футболист и настоящ треньор, роден на 19 март 1966 в Съндърланд. Той е син на легендарния футболист и треньор Брайън Клъф.

## Кариера като футболист
Найджъл Клъф започва кариерата си в Нотингам Форест през 1984 г., където по това време треньор е баща му. Извоюва титулярно място през сезон 1986/1987, когато става голмайстор на отбора с 14 гола. Помага на отбора да спечели в две поредни години Купата на лигата (1989 и 1990), като в първия финал отбелязва два гола при победата с 3:1 над Лутън Таун. В първия сезон на отбора в новосформираната Висша лига той е голмайстор на Нотингам Форест с 10 гола, но тимът не успява да се спаси от изпадане. Общо във всички турнири той изграва 403 мача за Нотингам и вкарва 131 гола, като по отбелязани попадения е на второ място в историята на отбора.
През 1993 г. е трансфериран в Ливърпул за 2,75 милиона паунда. Началото е обещаващо – три гола в първите два мача, но после започва да играе по-слабо, докато на футболния небосклон изгрява звездата на Роби Фаулър, който става по-популярния избор за партньор на Иън Ръш в атаката. През сезон 1994/1995 г. Клъф изиграва едва 10 мача (без отбелязан гол), а пристигането в отбора на Стан Колимор преди началото на следващия прави конкуренцията още по-силна.
През януари 1996 г. Клъф е продаден на Манчестър Сити за 1,5 милиона паунда. Там играе във всички 15 мача до края на сезона, но след това се контузва и изгубва титулярното място. През декември същата година е даден под наем на Нотингам Форест, а веднага след това и на Шефилд Уензди, където обаче изиграва само един мач. През сезон 1997/1998 Манчестър Сити в третата по сила дивизия и Клъф е освободен от отбора.
На 23 май 1989 г. Найджъл Клъф дебютира за националния отбор в приятелски мач срещу Чили. Следващият му мач обаче е чак след повече от две години. Част е от отбора на Англия на Евро 1992, но остава неизползвана резерва във всичките мачове от турнира.

## Кариера като треньор
През октомври 1998 г. той става играещ треньор на Бъртън Албиън. През сезон 2001/2002 отборът му печели промоция за Националната конференция. Най-големият му успех в историята е равенството 0:0 срещу Манчестър Юнайтед в третия кръг за ФА Къп (в преиграването Манчестър печели с 5:0). След 11 поредни победи, които извеждат отбора начело в класирането, Клъф печели наградата за треньор на месец декември 2008 в Националната конференция. Той продължава да има картотека на играч и след 42-рия си рожден ден, но от началото на сезон 2005/2006 не влиза често в игра.
В началото на 2009 г. Клъф получава предложение да води отбора от Чемпиъншип Дарби Каунти. На 8 януари е назначен на поста в отбора, където незабравима следа като треньор оставя баща му Брайън.

## Успехи

### Като играч
Нотингам Форест
- Купа на лигата:
  - Носител: 1989, 1990
  - Финалист: 1992
- ФА Къп:
  - Финалист: 1991

### Като треньор
Бъртън Албиън
- Северна Висша лига – Висша дивизия:
  - Шампион: 2002
- Национална конференция:
  - Шампион: 2009 (въпреки че напуска отбора през януари 2009 г., получава медал, защото води отбора през по-голямата част от сезона)